# Sanchorreja
Sanchorreja község Spanyolországban, Ávila tartományban. Sanchorreja Bularros, Marlín, Martiherrero, Casasola, Padiernos, La Torre, Narrillos del Rebollar és Gallegos de Altamiros községekkel határos. Lakosainak száma 79 fő (2024).

## Népesség
A település népessége az utóbbi években az alábbiak szerint változott:
| Lakosok száma | 138  | 138  | 121  | 106  | 95   | 85   | 85   | 84   | 85   | 79   |
|               | 2001 | 2004 | 2006 | 2009 | 2011 | 2014 | 2016 | 2019 | 2021 | 2024 |